# Ешкин, Александр Александрович
Алекса́ндр Алекса́ндрович Е́шкин (род. 8 сентября 1982, Тольятти, Куйбышевская область, СССР) — российский футболист, центральный полузащитник; тренер.

## Биография
Начинал свою карьеру в «Торпедо-ЗИЛ». В составе молодежной команды в 2001 году стал серебряным призёром турнира дублеров Премьер-лиги. В 2003—2004 годах выступал за «Металлург-Кузбасс». В 2005 году помог тольяттинской «Ладе» выйти в Первый дивизион, а также дошёл с ней до 1/16 финала Кубка России, где тольяттинцы проиграли «Амкару». Затем выступал за ряд клубов Второго и Первого дивизионов, в том числе в 2008 году за барнаульское «Динамо» в Первом дивизионе. С 2010 по 2012 год являлся опорным полузащитником ивановского «Текстильщика». После окончания сезона 2011/12 покинул команду. В июле 2012 года заключил контракт с клубом «Сызрань-2003». Перед началом очередного первенства в 2013 году перешёл в «Знамя Труда», где в первом же матче Кубка России принёс своему новому клубу победу в игре против «Коломны», реализовав два пенальти. 
Завершил игровую карьеру в «Ладе-Тольятти», где стал работать тренером, войдя в тренерский штаб команды. С 2018 года возглавлял «Химик-Август» из Вурнар. В 2024 году — главный тренер команды «Фанком» (Киров). В начале 2025 года стал главным тренером команды АСК «Чебоксары», которая планировала заявиться в Третью лигу, в марте возглавлял её на зимнем первенстве Чувашии, но из-за финансовых проблем команда закрылась, снявшись и с зимнего турнира. 25 апреля 2025 года был назначен главным тренером новотроицкой «Носты».

## Достижения
- Игрока:
  - Серебряный призёр зоны «Урал-Поволжье» Второго дивизиона: 2005
  - Бронзовый призёр Второго дивизиона (2): 2008 (зона «Урал-Поволжье»), 2011/12 (зона «Запад»)
- Тренера:
  - Чемпион России среди ЛФК: 2018
  - Серебряный призёр группы 4 дивизиона «Б» Второй лиги: 2023